# Église Notre-Dame-des-Miracles-et-Sainte-Marguerite-d'Antioche de Sladka Gora
L'église Notre-Dame-des-Miracles-et-Sainte-Marguerite-d'Antioche (slovène : cerkev Čudodelne Matere Božje in sv. Marjete Antiohijske), ou simplement église Notre-Dame, est un édifice religieux catholique situé à Sladka Gora (sl) (commune de Šmarje pri Jelšah), en Slovénie.

## Histoire
L'édifice est élevé entre 1744 et 1754 selon les plans de J. Hofer. Les peintures intérieures sont réalisées entre temps en 1752 et sont signées F. Jelovšek.